# Irena Tomalak
Irena Tomalak z d. Kowalska, I voto Jędrychowska, pseudonim Soldau, Słowik, Maria, Maria Niedźwiecka (ur. 26 października 1895 w Warszawie, zm. 25 grudnia 1971 tamże) − oficer Wojska Polskiego, żołnierz Armii Krajowej i powojennego podziemia antykomunistycznego, więzień polityczny w okresie stalinowskim; ostatni stopień wojskowy: major (awans w 1944), poetka.

## Życiorys
Wychowała się w rodzinie nadzwyczaj patriotycznej. Ojciec, Franciszek Beniamin Kowalski (1869–1941), pochowany na cmentarzu Powązkowskim, był znanym lekarzem społecznikiem na warszawskiej Woli. Matka, Natalia Apolonia z d. Olszewska (1870–1944) przez pewien czas mieszkała w Krakowie i była zaangażowana w działalność niepodległościową. Irena wraz z siostrą Julią Haliną uczęszczały na pensję Jadwigi Kowalczykówny i Jadwigi Jawurkówny w Warszawie przy ul. Wiejskiej 5. W 1913 Irena Tomalak zdała w Krakowie maturę i studiowała filologię polską na Uniwersytecie Jagiellońskim.
Od 1914 należała do Związku Strzeleckiego, była żołnierzem Legionów i Polskiej Organizacji Wojskowej (POW). W 1918 powróciła do Warszawy, gdzie przyjęto ją do Ochotniczej Legii Kobiet, w ramach której walczyła w obronie Lwowa – otrzymała wówczas pierwszy stopień oficerski (podporucznik). W 1921 przeszła doszkolenie w Podchorążówce Rezerwy Piechoty w Warszawie, w 1922 zweryfikowano jej stopień wojskowy. Była słuchaczką oficerskiego kursu łączności w Centralnej Szkole Wojsk Łączności w Zegrzu, działała w Organizacji Przysposobienia Wojskowego Kobiet (OPWK), następnie w Referacie Przysposobienia Rezerw Kobiecych Wydziału Przysposobienia Rezerw w Oddziale III Sztabu Generalnego WP (do 1924), awansowana na stopień kapitana.
Od 15 października 1939 w Służbie Zwycięstwu Polski. W listopadzie 1939 została pierwszą kurierką (gen. Michała Tokarzewskiego), która dotarła do Bazy Łączności Sztabu Naczelnego Wodza w Budapeszcie, w 1940 pełniła funkcję szefowej służby kurierskiej Sztabu Głównego SZP, potem Związku Walki Zbrojnej (ZWZ). W pierwszym okresie okupacji w ich domu w Warszawie na Woli przy ul. Działdowskiej 6 mieszkał Leopold Okulicki, późniejszy ostatni komendant AK. W latach 1943–1944 Irena Tomalak była z-cą kierowniczki Oddziału Łączności Konspiracyjnej w Komendzie Głównej Armii Krajowej, a od 1944 członkiem organizacji NIE/Niepodległość. W powstaniu warszawskim walczyła w Baonie „Kiliński”. Po powstaniu wyszła z Warszawy wraz z ludnością cywilną.
Podobne wysokie funkcje jak przed powstaniem pełniła w KG AK z siedzibą w Częstochowie, następnie w Delegaturze Sił Zbrojnych, posługując się nazwiskiem „Maria Niedźwiecka”, obsługiwała kierownictwo Polskiego Państwa Podziemnego przed dokonanym przez NKWD aresztowaniem i tzw. procesem Szesnastu przed sądem w Moskwie w czerwcu 1945. Aresztowana w trakcie trzeciego nielegalnego wyjazdu za granicę w charakterze emisariusza (kurierki II Zarządu Głównego WiN) do polskich władz z konspiracyjną pocztą, m.in. do Paryża i Rzymu, 21 lub 30 kwietnia 1946 przy przekraczaniu granicy czechosłowackiej. W śledztwie była przetrzymywana w areszcie Ministerstwa Bezpieczeństwa Publicznego przy ul. Koszykowej 6 i przesłuchiwana w procesach dwóch komendantów WiN – w Warszawie w tzw. procesie płk. Jana Rzepeckiego (proces od 4 stycznia 1947) i w tzw. procesie krakowskim płk. Franciszka Niepokólczyckiego (proces od 11 sierpnia 1947). Otrzymała 15-letni wyrok Rejonowego Sądu Wojskowego w Warszawie, który odsiadywała w zakładach karnych: w Warszawie przy ul. Rakowieckiej, Fordonie, Inowrocławiu (sierpień 1952 – marzec 1955) i ponownie w Fordonie; zwolniona 7 maja 1956.

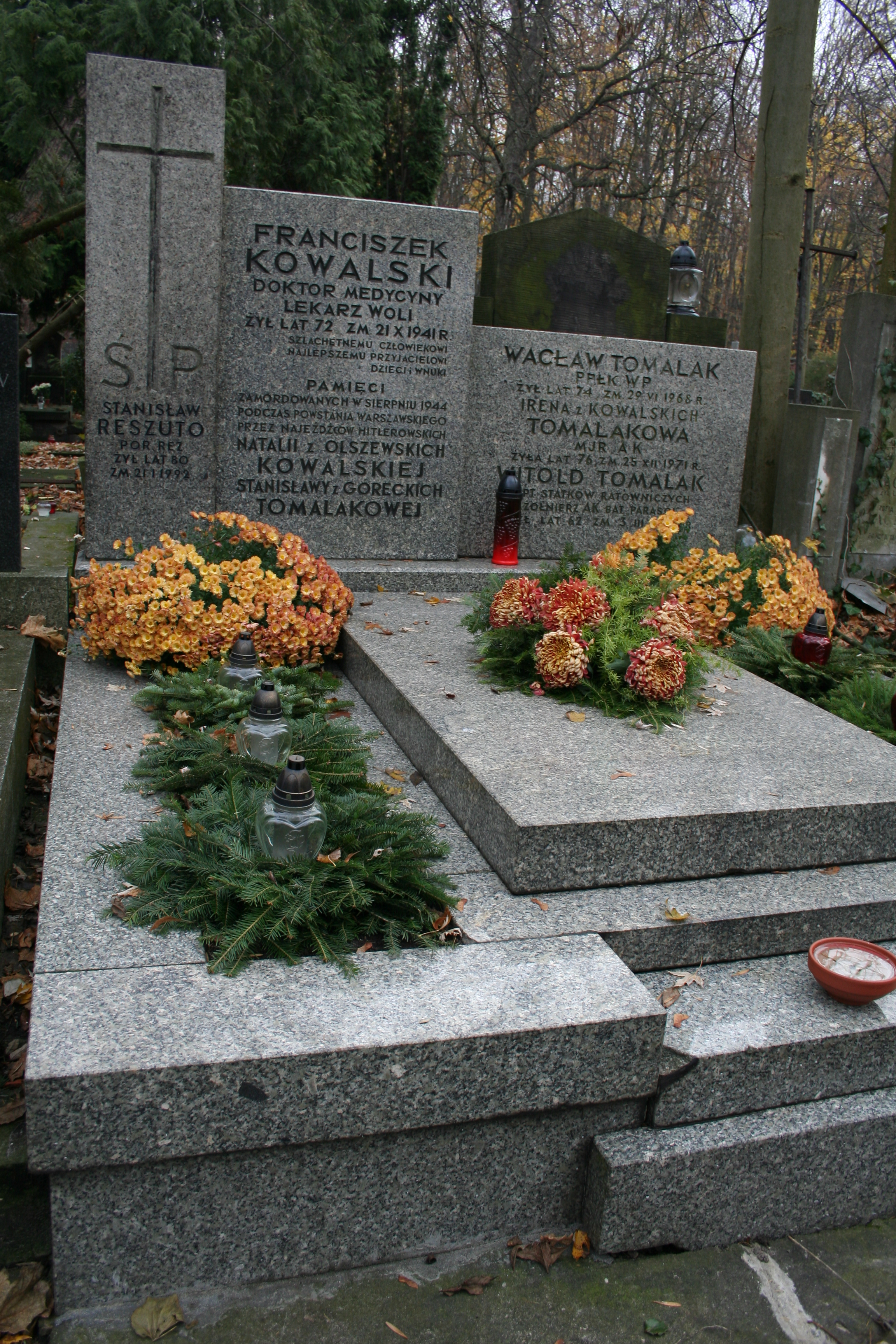
Grób Ireny Tomalak na warszawskim cmentarzu Powązkowskim

Irena Tomalak spoczywa w grobowcu rodzinnym na cmentarzu Powązkowskim w Warszawie (kw. 230–IV–8/9)
Bronisław Komorowski, prezydent Rzeczypospolitej Polskiej odznaczył pośmiertnie Irenę Tomalak Krzyżem Komandorskim Orderu Odrodzenia Polski Postanowieniem nr 273/2010 z dnia 14 września 2010.

## Życie prywatne

### Dzieci
Uczestnikami Powstania Warszawskiego w formacji Szarych Szeregów były też dzieci Ireny Tomalak:
- Witold Józef Tomalak (1927–1990), w powstaniu warszawskim walczył w Batalionie "Parasol" ?, przesłuchiwany w siedzibie Gestapo przy al. Szucha 25, więziony na Pawiaku, pracownik techniczny Akademii Lekarskiej w Gdańsku, absolwent Państwowej Szkoły Morskiej w Szczecinie, oficer Polskiej Żeglugi Morskiej oraz kpt. Polskiego Ratownictwa Okrętowego, mieszkaniec Warszawy, Szczecina i Gdańska, pochowany w grobie rodzinnym na cmentarzu Powązkowskim (kwatera nr 230),
- Anna Krystyna Reszuto z d. Tomalak, ur. w 1930, studiowała w SGPiS w Warszawie, pełni funkcje w Światowym Związku Żołnierzy Armii Krajowej. Od 2013 jest wicekanclerzem Kapituły Orderu Krzyża Niepodległości[8].

## Źródła
- Muzeum WP w Warszawie
- Centralne Archiwum Wojskowe